# Gmina Wilkołaz
Die Gmina Wilkołaz ist eine Landgemeinde im Powiat Kraśnicki der Woiwodschaft Lublin in Polen. Ihr Sitz ist das Schulzenamt Wilkołaz Pierwszy.

## Gliederung
Zur Landgemeinde Wilkołaz gehören Dörfer mit folgenden 13 Schulzenämtern:
Ewunin
Marianówka
Ostrów
Ostrów-Kolonia
Pułankowice
Rudnik Szlachecki
Wilkołaz Pierwszy
Wilkołaz Dolny
Wilkołaz Drugi
Wilkołaz Trzeci
Wólka Rudnicka
Zalesie
Zdrapy
Weiterer Orte der Gemeinde sind Obroki, Obroki (osada leśna), Rudnik-Kolonia, Wilkołaz Górny, Wilkołaz-Stacja Kolejowa, Zamajdanie und Żurawiniec.

## Söhne und Töchter der Gemeinde
- Stefan Rachoń (1906–2001), Geiger und Dirigent